# Rostocker Kunstpreis
Der Rostocker Kunstpreis wurde 2006 von der Kulturstiftung Rostock e.V. initiiert. Gefördert von der Provinzial-Versicherung, verleiht die Hanse- und Universitätsstadt Rostock den mit 10.000 Euro dotierten Preis jedes Jahr an eine Künstlerin oder einen Künstler aus der Region. Das Genre für die Ausschreibung ist wechselnd.
Im Jahr 2022 fiel die Preisvergabe coronabedingt aus. Seit 2023 finden sowohl die Ausstellung der Nominierten-Werke als auch die festliche Preisverleihung wieder in der Kunsthalle Rostock statt. 

## Ziel
Das Ziel des Preises ist, Künstler, die in Mecklenburg-Vorpommern leben oder deren Werk einen Bezug zur Region hat, zu würdigen und zu fördern. Der von der Provinzial-Versicherung mit 10.000 Euro geförderte Preis wird gemeinsam mit der Hanse- und Universitätsstadt Rostock verliehen. Die Stadt zeichnet die als Kandidaten nominierten Künstlerinnen und Künstler zudem mit dem Aufkauf von Werken für die Kunstsammlung der Kunsthalle Rostock aus. Dafür stellt sie jeweils eine Summe von 1.000 Euro zur Verfügung. Das Kunstgenre wechselt jährlich.

## Prozedere
Jede Teilnehmerin und jeder Teilnehmer kann eine Auswahl an Arbeiten – zunächst in Form von hinreichend repräsentativen Reproduktionen – unter Hinzufügung einer Kurzbiografie einreichen. Die Jury besteht aus Vertretern der Kulturstiftung Rostock e. V., der Provinzial-Versicherung, der Hanse- und Universitätsstadt Rostock, der Kunsthalle Rostock sowie weiteren externen Fachleuten. Sie nominiert die Kandidatinnen und Kandidaten für den Kunstpreis und bittet sie, Originale für eine Ausstellung einzureichen. Diese Präsentation findet in der Regel in der Kunsthalle Rostock statt – ebenso wie die Bekanntgabe der Gewinnerin oder des Gewinners im Rahmen einer festlichen Veranstaltung.

## Preisträger
Die Preisträger und Preisträgerinnen seit 2006:
| Mal | Jahr | Genre                                                         | Preisträger        |
| --- | ---- | ------------------------------------------------------------- | ------------------ |
| 1.  | 2006 | Malerei                                                       | Jürgen Weber       |
| 2.  | 2007 | Bildhauerei                                                   | Thomas Jastram     |
| 3.  | 2008 | Freie Grafik                                                  | Wilfried Schröder  |
| 4.  | 2009 | Schwarz/Weiß-Fotografie                                       | Timm Kellner       |
| 5.  | 2010 | Malerei                                                       | Matthias Wegehaupt |
| 6.  | 2011 | Plastik/Skulptur/Objekt                                       | Dirk Wunderlich    |
| 7.  | 2012 | Freie Grafik/Handzeichnung                                    | Iris Thürmer       |
| 8.  | 2013 | Gestaltung der Materialien Textil, Porzellan/Keramik und Glas | Ruzica Zajec       |
| 9.  | 2014 | Schwarz/Weiß-Fotografie                                       | Heiko Krause       |
| 10. | 2015 | Malerei                                                       | Klaus Walter       |
| 11. | 2016 | Kleinplastik bis 50 cm                                        | Anna Martha Napp   |
| 12. | 2017 | Handzeichnung                                                 | Felix Baxmann      |
| 13. | 2018 | Malerei                                                       | Kathrin Harder     |
| 14. | 2019 | Künstlerische Fotografie                                      | Gerhard Stromberg  |
| 15. | 2020 | Freie Grafik                                                  | Ramona Seyfarth    |
| 16. | 2021 | Kleinplastik bis 50 cm                                        | Stine Albrecht     |
| 17. | 2023 | Objektkunst                                                   | Marike Schreiber   |
| 18. | 2024 | Videokunst                                                    | Laura Schöning     |